# Life Is a Flower
Life Is a Flower è il primo singolo estratto dall'album Flowers degli Ace of Base del 1998.
La canzone è stata modificata per il mercato americano, cambiando infatti il testo e di conseguenza il titolo, Whenever You're Near Me, poiché il gruppo riteneva che gli argomenti della canzone non sarebbero stati accettati negli Stati Uniti.
Raggiunse il 1º posto in Ungheria e il 3° in Scozia Danimarca e Finlandia.
si aggiudicò il Disco d'oro in Svezia e il Disco d'argento nel Regno Unito.
In Italia arrivò al 9º posto, diventando il 76º disco più venduto del 1998.

## Etichette di pubblicazione nei diversi paesi
- Mega = Scandinavia
- Polydor = Germania
- Barclay = Francia
- London = Regno Unito
- BMG Japan = Giappone
- Many = Italia

## Tracce e formati
- CD Single:

(Mega MRCDS 2900 / POLYDOR 569 856-2 / London ACEMC 7 / BARCLAY 569 405-2)
1. Life Is a Flower (Original Version) 3:45
2. Life Is a Flower (Extended Version) 5:44

- Maxi-Single:

(Mega MRCXCD 2900 / Polydor 569 857-2 / BMG JAPAN BVCA-29001)
1. Life Is a Flower (Original Version) 3:45
2. Life Is a Flower (Reggae Version) 3:32
3. Life Is a Flower (Extended Version) 5:44
4. Life Is a Flower (Soul Poets Night Club Mix) 5:20
5. No Good Lover (Previously Unreleased) 3:54

- UK CD 1:

(LONDON ACECD7)
1. Life Is a Flower (Original Version) 3:45
2. Life Is a Flower (Extended Version) 5:44
3. Life Is a Flower (Soul Poets' Night Club Mix) 5:20
4. Life Is a Flower (Milk Long Edit)

- UK CD 2:

(LONDON ACCDP7)
1. Life Is a Flower 3:45
2. The Sign
3. All That She Wants

- Maxi-Single Remixes:

(Mega MRCXCD 2906)
1. Life Is a Flower (Milk Inc. Club Mix) 5:12
2. Life Is a Flower (Sweetbox Remix) 6:15
3. Life Is a Flower (Absolom Remix) 7:43
4. Life Is a Flower (Soul Poets Night Club Mix) 5:19
5. Life Is a Flower (Milk Inc. UHT Radio Mix) 3:40

- Maxi-Single Remixes:

(POLYDOR 567 189-2)
1. Life Is a Flower (Absolom Short Edit)
2. Life Is a Flower (Absolom Long Edit)
3. Life Is a Flower (Milk Long Edit)
4. Life Is a Flower (Sweetbox Mix) 5:19
5. Life Is a Flower (Soul Poets Night Club Mix) 5:20

- 12" Vinyl:

(MANY RECORDS MN01012)
1. Life Is a Flower (Original Version) 3:45
2. Life Is a Flower (Reggae Version) 3:32
3. No Good Lover (Previously Unreleased) 3:54
4. Life Is a Flower (Soul Poets' Night Club Mix) 5:20
5. Life Is a Flower (Extended Version) 5:44

- 7" Vinyl:

(LONDON ACEB7)
1. Life Is a Flower (Original Version) 3:45
2. Life Is a Flower (Extended Version) 5:44

- Cassingle:

(POLYDOR 567 342-4 / LONDON ACEMC7)
1. Life Is a Flower (Original Version) 3:45
2. Life Is a Flower (Extended Version) 5:44

## Date di pubblicazione
- Germania 6 aprile 1998 (LP Version)
- Scandinavia 20 aprile 1998 (LP Version)
- Regno Unito 13 luglio 1998 (LP Version)

## Classifiche
| Classifica              | Posizione raggiunta |
| ----------------------- | ------------------- |
| Austrian Singles Chart  | 15                  |
| Danish Singles Chart    | 3                   |
| Dutch Singles Chart     | 40                  |
| Finnish Singles Chart   | 3                   |
| French Singles Chart    | 16                  |
| German Singles Chart    | 20                  |
| Irish Singles Chart     | 19                  |
| MTV European Top 20     | 6                   |
| Norwegian Singles Chart | 20                  |
| Spanish Singles Chart   | 7                   |
| Swiss Singles Chart     | 18                  |
| Swedish Singles Chart   | 5                   |
| UK Airplay Chart        | 3                   |
| UK Singles Chart        | 5                   |

## Vendite
- UK: 264.000 (Silver)